# Знауркау
Знауркау (осет. Знауырхъæу) — село в Закавказье. Расположено в Знаурском районе Южной Осетии, фактически контролирующей село; согласно юрисдикции Грузии — в Карельском муниципалитете края Шида-Картли.

## География
Расположено у побережья реки Проне Средняя (приток реки Кура) у юго-восточных окраин райцентра посёлка городского типа Знаур.

## Население
По данным переписи населения Южной Осетии 2015 года численность населения села составила 106 жителей.